# Heliomaster
Heliomaster  (sterkeelkolibries) is een geslacht van vogels uit de familie kolibries (Trochilidae) en de geslachtengroep Lampornithini (juweelkolibries).

## Soorten
Het geslacht kent de volgende soorten:
- Heliomaster constantii  – Vonkkeelkolibrie
- Heliomaster furcifer  – Roodvlaksterkeelkolibrie
- Heliomaster longirostris  – Langsnavelsterkeelkolibrie
- Heliomaster squamosus  – Gestreepte sterkeelkolibrie